# Aeroporto Internazionale di Mazatlán
L'aeroporto Internazionale di Mazatlán (in spagnolo Aeropuerto Internacional de Mazatlán, in inglese Mazatlán International Airport) noto anche come aeroporto Internazionale Generale Rafael Buelna (Aeropuerto Internacional General Rafael Buelna - General Rafael Buelna International Airport) (IATA: MZT, ICAO: MMMZ) è uno scalo aeroportuale messicano situato a Mazatlán, nello stato federato di Sinaloa, al margine sud-orientale della città.
La struttura, intitolata a Rafael Buelna, ufficiale durante la rivoluzione messicana, sorge a un'altezza di 12 m s.l.m. e comprende un terminal passeggeri con due hall, una torre di controllo del traffico aereo e una sola pista con superficie in conglomerato bituminoso, lunga 2700 m e larga 60 m (8 858 x 197 ft), e orientamento 08/26.
L'aeroporto, di proprietà del Grupo Aeroportuario Centro Norte (OMA), è il più importante nel Sinaloa per il traffico internazionale, e secondo all'aeroporto internazionale di Culiacán per il traffico nazionale, ed è uno dei quattro aeroporti messicani, assieme agli aeroporti internazionali di Città del Messico, Mérida e Monterrey che ha un centro di controllo d'area (Centro Mazatlán/Mazatlán Center), centro che gestisce il traffico aereo nella parte nord-occidentale del paese.
L'aeroporto ha raggiunto il traguardo del milione di passeggeri in transito nel 2018, e nel 2019, con una cifra di 1 161 155 passeggeri ha riscontrato un incremento dell'11,8% rispetto all'anno precedente.